# Île Beaver
Ne doit pas être confondu avec Île Beaver (lac Michigan).
L'île Beaver (en anglais : Beaver Island, en espagnol : Isla San Rafael) est une des îles du groupe Beaver dans les îles Malouines (en anglais : Falkland Islands; en espagnol : Islas Malvinas). Elle se trouve à l'ouest de l'île Weddell et au sud de New Island.

## Administration
Les îles sont administrées par le Royaume-Uni dans le cadre du Territoire britannique d'outre-mer des îles Falkland. Elle est revendiquée par la République argentine, qui en fait une partie du Département des îles de l'Atlantique Sud dans la province de Terre de Feu, Antarctique et îles de l'Atlantique sud.

## Description

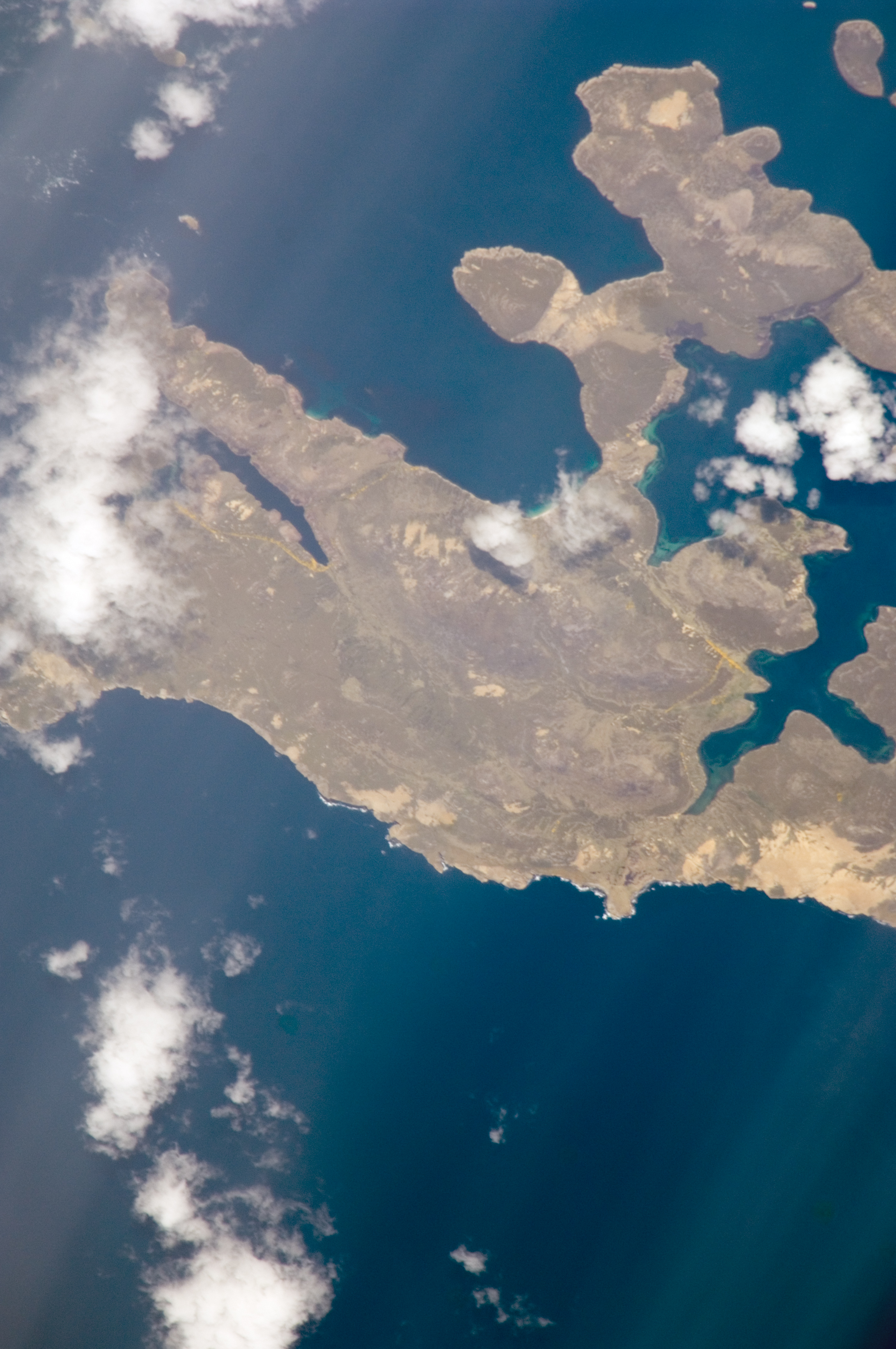
L'île Beaver vue de l'espace

Les autres îles du groupe Beaver comprennent l'île Staats (500 ha), Tea Island (310 ha), Governor Island (220 ha), Split Island (70 ha) et quelques îles plus petites. Bien que les petites îles du groupe soienteu élevées, les plus grandes îles sont très vallonnées, avec de nombreux sommets de plus de 150 mètres et certains de plus de 200 mètres. L'altitude la plus élevée du groupe d'îles Beaver est de 234 mètres.
L'île Beaver a été nommé d'après le baleinier "Beaver" qui a été enregistré comme étant le premier baleinier à doubler le Cap Horn. Beaver Settlement se trouve sur l'île, avec une piste d'atterrissage à proximité. Il appartient à Sally et Jérôme Poncet.

## Aire protégée

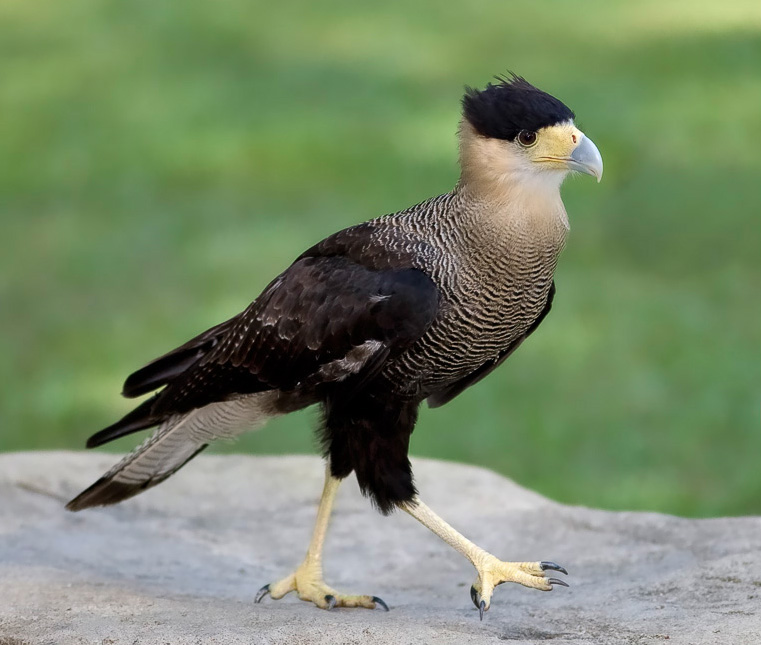
Caracara huppé

Le groupe d'îles Beaver a été identifié par BirdLife International comme une zone importante pour la conservation des oiseaux. Au moins 40 espèces ont été enregistrées, dont 34 connues pour s'y reproduire. Les espèces pour lesquelles le groupe est un site de reproduction important comprennent : le brassemer des Malouines (245 couples), le manchot papou (2850 couples), le manchot de Magellan (2000 couples) et le pétrel géant du sud (300 couples).
La faune de l'île comprend : le renard gris d'Argentine (introduits, à ne pas confondre avec le loup des Malouines), le faucon pèlerin, le caracara austral et le caracara huppé, le guanaco, l'otarie à fourrure et de nombreux oiseaux marins. Des lits de varech peuvent être trouvés au large.